# 아사쿠사

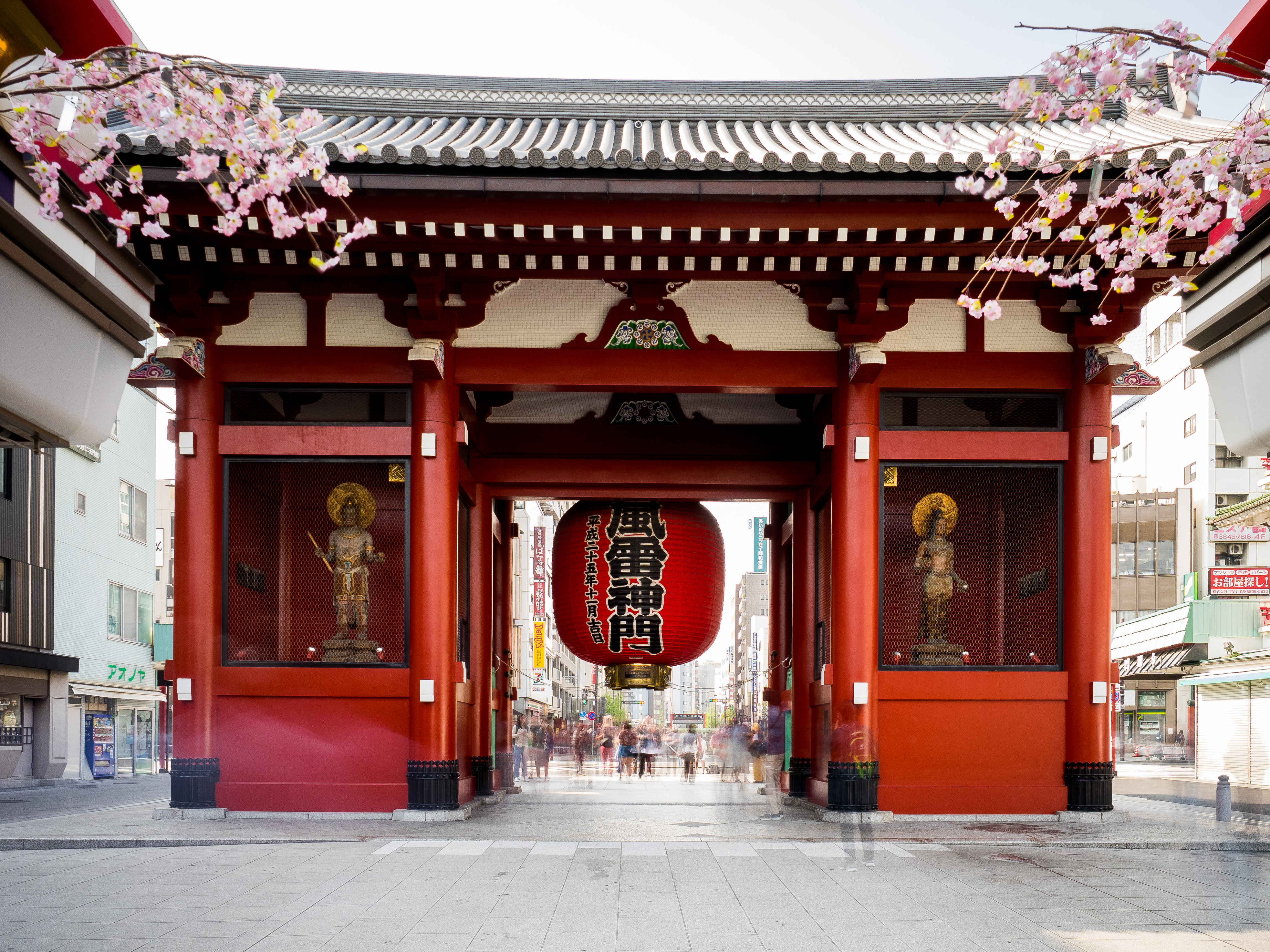
아사쿠사의 명물 가미나리몬

아사쿠사(일본어: 浅草)는 도쿄도 다이토구에 있는 지역의 이름, 또는 센소지, 가미나리몬(雷門)을 중심으로 하는 번화가의 명칭이다.
2차대전 전에는 도쿄 유일의 번화가로서 번영하였다. 간토 대지진 및 2차대전으로 인해 궤멸에 가까운 피해를 입었으나, 그때마다 복구를 거쳐왔다. 일본의 고도 성장기 이후 야마노테 선 주변 지역인 신주쿠, 이케부쿠로, 시부야 등이 발전하여, 도쿄를 대표하는 번화가로서의 지위에서는 밀려나긴 했지만, 현재에도 에도 시대의 풍경을 느낄 수 있는 가미나리몬, 센소지 등이 관광지로 남아 있어, 서울시와 비교하면 종로구 일대에 경복궁, 경희궁, 종묘, 덕수궁, 창덕궁 등이 위치해 있는 것과 입지가 비슷하다.

## 지역 정보

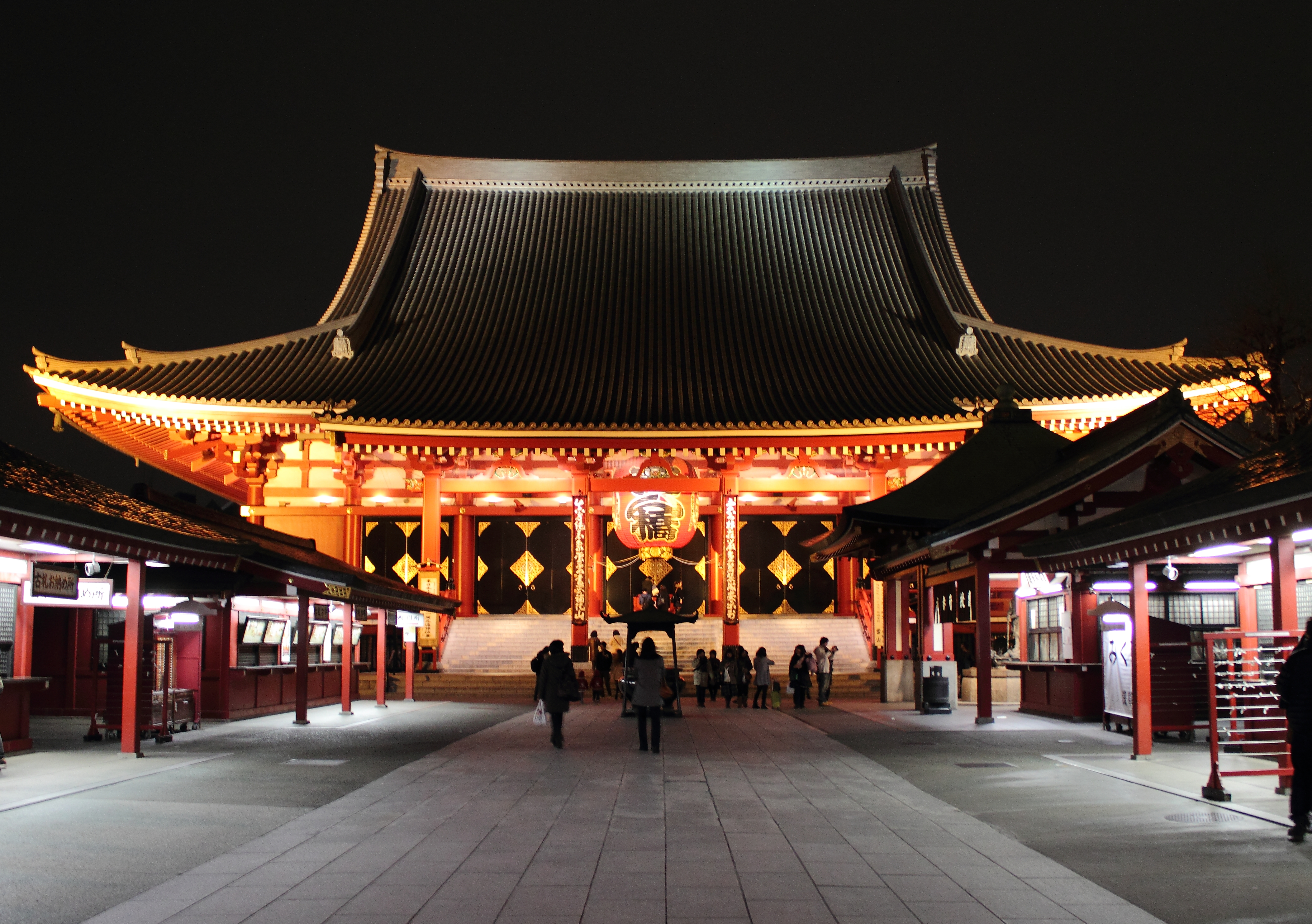
센소지

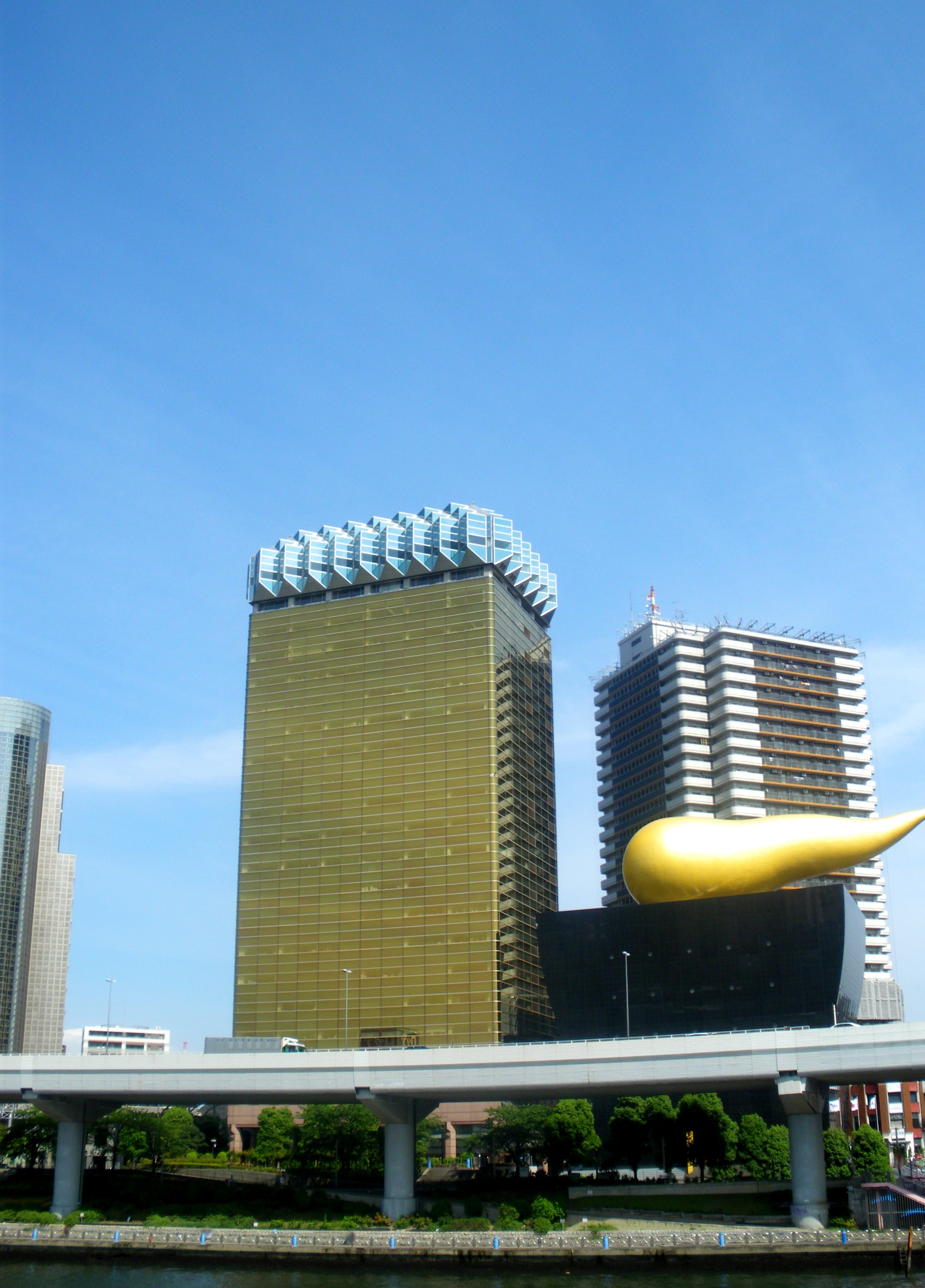
아사쿠사 아사히 맥주 본사 빌딩

예전부터 아사쿠사 지역의 상징물로는 센소지의 정문인 가미나리몬(雷門)이 널리 알려져 있다. 1990년대 이후로는 아가쓰마바시(吾妻橋) 건너편의 스미다구 혼조(本所)에 있는 아사히 맥주 본사 빌딩 또한 새로운 명소로 자리잡았다.
조리기구 및 음식점 관련 용품을 취급하는 갓파바시(合羽橋) 도구 거리 등 특색 있는 상점가도 있다.

### 지역 구분
- 히가시아사쿠사(東浅草): 주택가
- 니시아사쿠사(西浅草): 상업 지역
- 모토아사쿠사(元浅草): 주택가
- 아사쿠사 롯쿠(浅草六区): 번화가

### 주요 명소
- 사찰
  - 덴보인(伝法院)
  - 센소지
  - 히가시 혼간지(東本願寺)
- 아사쿠사 신사
- 아사쿠사 하나야시키(浅草花やしき)
- 아사쿠사 간논 온천(浅草観音温泉)
- 아사쿠사 공원 롯쿠(浅草公園六区)
  - 아사쿠사ROX
  - 롯크 좌(ロック座)

### 명물
- 갓파바시 도구거리(かっぱ橋道具街)아사쿠사 천초신사
- 나카미세 거리(仲見世通り)

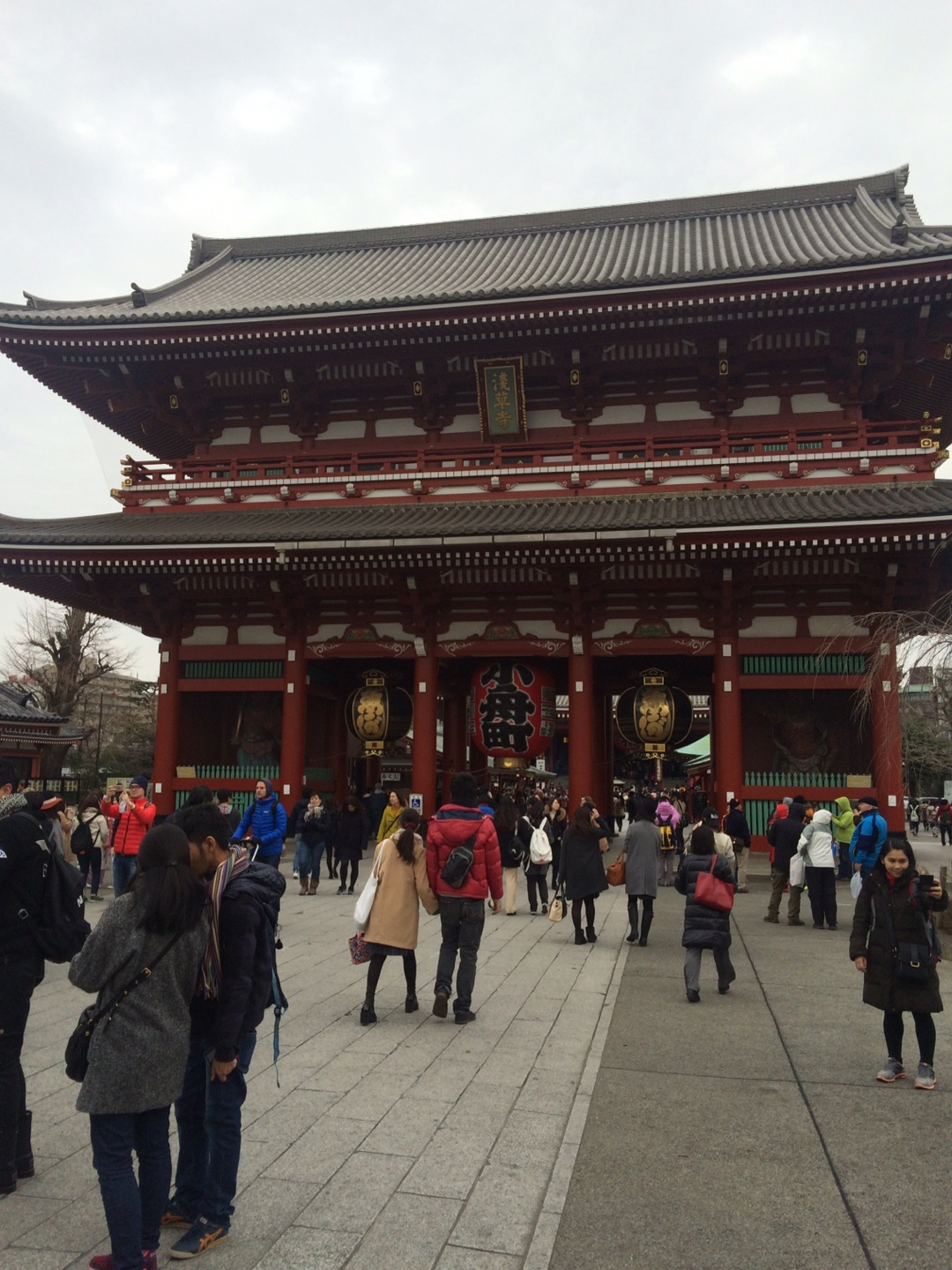
아사쿠사 천초신사

- 산자마쓰리(三社祭) - 매년 5월 아사쿠사 신사에서 열리는 마쓰리이다.
- 스미다강 불꽃놀이 대회(隅田川花火大会)
- 아사쿠사 삼바 카니벌 - 매년 8월 마지막 토요일에 개최됨.

## 음식
아사쿠사에는 다양한 일본 전통 식당과 상점이 많다. 아사쿠사에서 가장 인기있는 간식 중 하나는 고구마다. 또한 구운 어묵의 일종인 지쿠와 가마보코 역시 인기있는 메뉴 중 하나다.

## 교통

### 철도
- 아사쿠사 역
  - 도부 이세사키 선
  - 도쿄 지하철 긴자 선
  - 도쿄 도 교통국 지하철 아사쿠사 선
  - 수도권 신도시 철도 (쓰쿠바 익스프레스 선)

## 같이 보기
- 아사쿠사 문화 관광 센터
- 아사쿠사 신사
- 하나야시키